# Guangshens järnväg

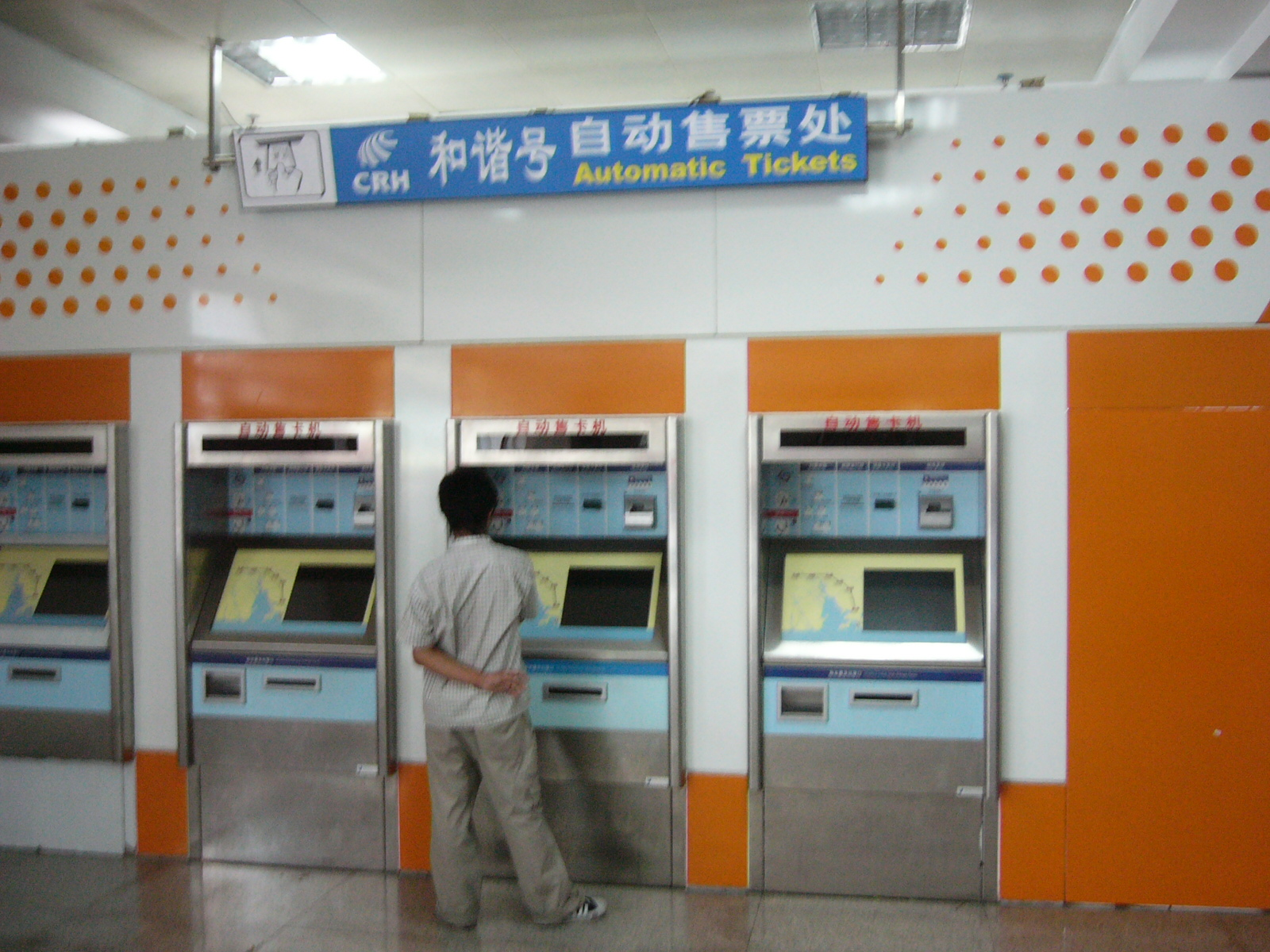
Biljettautomater i Shilong.

Guangshens järnväg (förenklad kinesiska: 广深铁路 eller 广深线) eller Guangzhen-Shenzhens järnväg är en järnvägslinje i provinsen Guangdong i Kina. Trafiken upprätthålls av Guangshen Railway company. Linjen är 146 kilometer lång. Linjen, som går mellan städerna Guangzhou och Shenzhen, har fått namnet Guangshen genom sammanskrivning av de båda ortnamnen.
Linjen var tidigare känd som "Kinesiska delen av Kanton-Kowloons järnväg" (kinesiska: 廣九鐵路華段) under Republiken Kinas tid.
Linjen var den första i Kina att nå hastigheter över 200 km/h, men hastigheten är begränsad till ungefär 200 km/h vid kommersiell drift. Linjen har två spår som håller 200 km/h med passagerartrafik, och ett tredje spår med blandat gods och passagerare som håller 120 km/h. År 2005 påbörjades arbetet med ett fjärde spår. När detta är färdigt kommer linjen att vara den första i Kina med fyra spår.
På linjen användes under några år svenskbyggda X 2000-tåg, med en stigning på upp till åtta grader. Tågen är 165 meter långa. De är ovanligt tysta, ljudnivån är inte mer än 65 dB även vid hastigheter omkring 200 km/h. Det svenska X2000-tåget har dock sålts tillbaks till Sverige 2012.
Linjen möter Jingjius järnväg (Peking-Kowloons järnväg) i Dongguan, med vilken man delar rutt. Den går ihop med Östra järnvägslinjen vid gränsen mot Hongkong.

## Historia
Idén om att bygga en järnväg som förbinder Kanton (nu Guangzhou) och Kowloon i Hong Kong, en brittisk kronkoloni, uppkom under den sena Qingdynastin. År 1899 kom Storbritannien och Qing-regeringen överens om att bygga Kanton-Kowloons järnväg (KCR, även känd som Canton-Kowloon Railway), men Storbritannien sköt upp bygget eftersom de var upptagna under andra boerkriget i Afrika. År 1907 undertecknade Qing-regeringen och Storbritannien formellt ett avtal i Peking om att utfärda en obligation på 100 miljoner pund som en del av ett lån för byggandet av den kinesiska delen av järnvägen Kowloon–kanton. I juli 1907 började byggandet av den brittiska sektionen av KCR. Bygget av den kinesiska sektionen försenades och startade först 1909. Enligt låneavtalet behövde Kina anställa brittiska ingenjörer för konstruktionen av den kinesiska sektionen, men Kina anställde fortfarande den berömda kinesiska järnvägsingenjören Zhan Tianyou som konsult. Den 8 oktober 1911 öppnades den kinesiska delen av KCR med en total längd på 142,77 km.